# Bailin, Guangxi
Bailin (kinesiska: 百林乡, 百林) är en socken i Kina. Den ligger i den autonoma regionen Guangxi, i den södra delen av landet, omkring 150 kilometer nordväst om regionhuvudstaden Nanning. Antalet invånare är 10976. Befolkningen består av 5 554 kvinnor och 5 422 män. Barn under 15 år utgör 31 %, vuxna 15-64 år 57 %, och äldre över 65 år 11,0 %.
Genomsnittlig årsnederbörd är 1 591 millimeter. Den regnigaste månaden är juni, med i genomsnitt 286 mm nederbörd, och den torraste är februari, med 26 mm nederbörd.